# فرودگاه باگاسباس
فرودگاه باگاسباس (به انگلیسی: Bagasbas Airport) (به زبان بومی: Paliparan ng Bagasbas) یک فرودگاه همگانی با کد یاتا DTE است . این فرودگاه در کشور فیلیپین قرار دارد و در ارتفاع ۴ متری از سطح دریا واقع شده‌است.